# しし座R星
しし座R星 (R Leonis) とは、しし座にあるミラ型変光星で赤色巨星である。
しし座R星は、310日周期で見かけの等級が4.4から11.3の範囲を変化する。極大光度の時は肉眼で見えるが、極小の際は口径7cm以上の望遠鏡が必要となる。有効温度は2930から3080ケルビン、半径は太陽の320から350倍と計算されている。この半径は1.36-1.5天文単位に相当し、仮に太陽をしし座R星に置き換えた場合、火星の軌道付近に達する大きさである。

## 未確認の惑星系
2009年、Wiesemeyerらは、蒸発しつつある小質量の伴星（恐らく太陽系外惑星）がしし座R星に見られる準周期的な変動の要因になっているという説を提案した。伴星質量は木星の2倍で、恒星から2.7-3天文単位の距離を5.2年で周回していると推定している。仮に惑星が確認されば、一酸化ケイ素のメーザー放射から示唆されているように、彗星に似た長い尾を持つものと考えられている。恒星光度が太陽の8000倍であることに基づくと惑星の温度は1500ケルビンを超えると見られる。
| 名称 （恒星に近い順） | 質量  | 軌道長半径 （天文単位） | 公転周期 (日) | 軌道離心率 | 軌道傾斜角 | 半径 |
| --------------------- | ----- | ----------------------- | ------------- | ---------- | ---------- | ---- |
| b （未確認）          | ≥2 MJ | ≥2.7                    | 1898          | 0          | —          | —    |